# Denis Tjerysjev
Denis Dmitrijevitj Tjerysjev (ryska: Дени́с Дми́триевич Че́рышев), född 26 december 1990 i Nizjnij Novgorod, är en rysk fotbollsspelare som spelar som ytter för La Liga-klubben Valencia. Han representerar även Rysslands fotbollslandslag.